# زوندهاوزن
زوندهاوزن (به آلمانی: Sundhausen) یک شهر در آلمان است که در اونستروت-هاینیش واقع شده‌است. زوندهاوزن ۳۸۱ نفر جمعیت دارد.